# رولند فلت، استرالیای جنوبی
رولند فلت (به انگلیسی: Rowland Flat) یک شهرک در استرالیا است که در استرالیای جنوبی واقع شده‌است.

## کارخانه‌های شراب سازی
واین اولاندو
لو میراندا استیتس
جنک واینیارد سلارز
لیبیک واین
۱۸۴۷